# Sitna Góra
Sitna Góra (kaszb.Sëtnô Gòra) – kolonia kaszubska w Polsce, położona w województwie pomorskim, w powiecie kartuskim, w gminie Kartuzy, na obrzeżach Kaszubskiego Parku Krajobrazowego, nad Jeziorem Białym. Wchodzi w skład sołectwa Pomieczyńska Huta. 
| SIMC    | Nazwa | Rodzaj        |
| ------- | ----- | ------------- |
| 0163564 | Ucisk | część kolonii |

W latach 1975–1998 kolonia administracyjnie należała do województwa gdańskiego.